# José Luis Redrado Marchite
José Luis Redrado Marchite, O.H. (Fustiñana, Navarra, 19 de marzo de 1936) es un religioso juanino español que actualmente es Secretario emérito del Pontificio Consejo para la Pastoral de los Agentes Sanitarios.

## Biografía
Se unió a la Orden Hospitalaria de San Juan de Dios el 13 de enero de 1954. Recibió el orden sacerdotal el 11 de julio de 1965. Ese mismo año se graduó en teología en la Universidad Pontificia de Salamanca y en 1973 se graduó en filosofía en la Universidad de Barcelona.
Fue director de la escuela apostólica de Pamplona de 1965 a 1970; director provincial de 1968 a 1971; Presidente de la Secretaría de Atención Pastoral de la Salud de la Provincia de Aragón de su orden de 1968 a 1983; jefe del servicio religioso del Centro de Salud Mental de San Baudilio de Llobregat de 1972 a 1977; miembro de la Secretaría Nacional de Atención Pastoral de la Salud de la Conferencia Episcopal Española de 1972 a 1986; profesor de ética en la escuela de enfermería "San Juan de Dios" en Barcelona de 1972 a 1986 y en la escuela de ATS "Roger de Lauria" de 1974 a 1982; coordinador del cuidado pastoral de la salud de las diócesis de Cataluña de 1974 a 1986; director del escolasticado de Sant Boi de 1975 a 1977; jefe del servicio religioso en el hospital pediátrico "San Juan de Dios" en Barcelona de 1977 a 1986; Presidente de la Secretaría Internacional de Atención Pastoral de la Salud de su orden de 1978 a 1988; miembro de la junta directiva del hospital pediátrico "San Juan de Dios" y del equipo directivo de la escuela de enfermería "San Juan de Dios" en Barcelona de 1983 a 1986.
En 1986 fue trasladado a Roma para servir en el Pontificio Consejo para la Pastoral de los Agentes Sanitarios. También fue profesor en la escuela de enfermería de la Universidad Católica del Sagrado Corazón de 1986 a 1990, a cargo de cursos de capacitación de 1987 a 1988; profesor en la facultad de teología del Pontificio Camillianum desde 1987 y profesor en el Instituto de Teología Pastoral de la Salud y en la escuela de enfermería "Fatebenefratelli" desde 1990.

### Episcopado
El 5 de diciembre de 1998, el Papa Juan Pablo II lo nombró obispo titular de Ofena y secretario del Pontificio Consejo para la Pastoral de los Agentes Sanitarios. Recibió la ordenación episcopal el 6 de enero siguiente del mismo pontífice, consagrando los arzobispos Giovanni Battista Re, sustituto de los asuntos generales de la Secretaría de Estado, y Francesco Monterisi, secretario de la Congregación para los Obispos. Él es el primero y hasta ahora el único obispo de su orden.
La ética de la salud, la humanización y la organización hospitalaria han sido los puntos focales de su trabajo como escritor. Además de su trabajo como editor (1969-1983) y director (1984-1986) de la revista española "Labor Hospitalaria" y editor en Roma de "Dolentium Hominun", publicado por su dicasterio. Escribió un libro sobre la presencia cristiana en clínicas y hospitales (Madrid, ed. PPC, 1969). También ha trabajado en varias obras colectivas. Ha organizado seminarios y conferencias sobre los temas de los que es experto.
El 14 de julio de 2011, el Papa Benedicto XVI aceptó su renuncia por edad.